# Strassenbahn Lausanne
Die Strassenbahn Lausanne (französisch Tramway de Lausanne) war ein Strassenbahnnetz, das von 1896 bis 1964 in der Schweizer Stadt Lausanne existierte. Von Anfang an wurde die Strassenbahn von der Société des tramways lausannois betrieben. Zum 66,2 km langen meterspurigen Streckennetz, auf dem 13 Linien verkehrten, gehörten auch die Überlandstrassenbahnen nach Moudon und Savigny, die im Jahr 1910 von der Compagnie des chemins de fer électriques régionaux du Jorat übernommen worden waren.
Seit 2020 wird die Wiedereinführung der Strassenbahn in moderner Form umgesetzt. Im Bau ist eine zunächst 4,6 km lange, normalspurige Strecke zwischen den Bahnhöfen Lausanne-Flon und Renens, die im Jahr 2026 eröffnet werden soll. In einer zweiten Etappe soll sie von Renens über Crissier und Bussigny nach Villars-Sainte-Croix verlängert werden.

## Die alte Strassenbahn (1896–1964)

### Erste Projekte
Die ersten Versuche, ein Strassenbahnnetz in Lausanne zu errichten, gehen auf die Zeit zwischen 1869 und 1872 zurück. Damals gab es Vorschläge für ein Druckluftsystem, vergleichbar mit der später verwirklichten Druckluftstrassenbahn Bern. Da die Hügellage Lausannes mit den grossen Höhenunterschieden und starken Steigungen ungeeignet für eine gewöhnliche Strassenbahn zu sein schien, schlug der Ingenieur Bergeron im Jahr 1882 vor, stattdessen zwischen dem Bahnhof Lausanne und dem Stadtzentrum eine Kabelstrassenbahn zu errichten – ähnlich den Cable Cars in San Francisco. Der Tod des Ingenieurs setzte dem Projekt ein Ende.
Am 21. Dezember 1894 stellte der Bund dem Ingenieur Adrien Palaz eine Subvention für den Bau eines Strassenbahnnetzes in Aussicht. Im darauf folgenden Jahr stellte er seinen Finanzplan vor und erhielt die Unterstützung der städtischen Behörden. Der Bau des Kraftwerks zwischen der Rue Saint-Martin und der medizinischen Schule, das die Strassenbahn mit elektrischem Strom versorgen sollte, begann im August 1895.

### Expansion

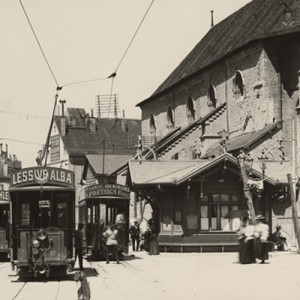
Strassenbahn an der Place Saint-François (1906 oder 1907)

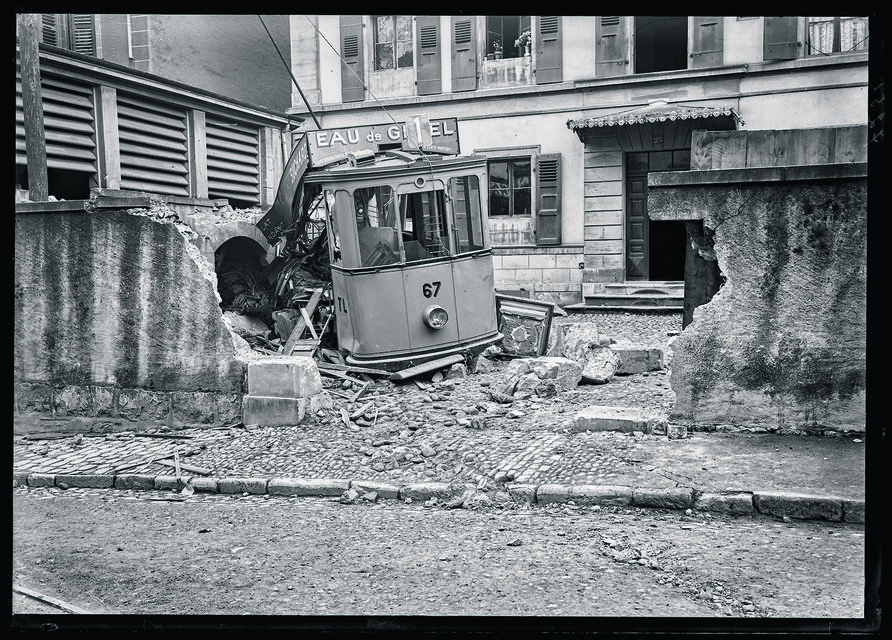
Unfall am 28. Oktober 1913

Für den Bau und den Betrieb des zukünftigen Strassenbahnnetzes erfolgte am 5. Juni 1895 die Gründung der Société des tramways lausannois (TL), mit Adrien Rappaz als Geschäftsführer und späterem Direktor. Das Basis-Streckennetz mit einer Gesamtlänge von 7,2 km wurde am 29. August 1896 offiziell eröffnet und am darauf folgenden 1. September in Betrieb genommen. Es umfasste eine Ringlinie rund um das Stadtzentrum und fünf an der Place Saint-François beginnende Radiallinien:
- Ceinture Pichard (Ringlinie)
- Saint-François – Georgettes – Pully – Lutry
- Saint-François – École de Médecine – Pont de Chailly
- Saint-François – Riponne – Pontaise
- Saint-François – Gare CFF (SBB-Bahnhof)
- Saint-François – Gare Chauderon (LEB-Bahnhof)

Die Eröffnung der Linie nach Pontaise verzögerte sich dreieinhalb Wochen und erfolgte erst am 25. September. Sie bewältigte eine enorme Steigung von bis zu 113 ‰ und durfte nur von vier Triebwagen befahren werden, die mit einer auf den Oberbau wirkenden Klauenbremse ausgerüstet waren. Im Mai 1898 genehmigte das Lausanner Gemeindeparlament ein Ausbauprogramm. Strassenbahnen fuhren ab 31. Dezember desselben Jahres zum Universitätsspital und nach La Rosiaz, ab 11. Februar 1899 nach Prilly (wobei letztere das Trassee der 1873 eröffneten LEB-Vorortsbahn nutzte). Die TL erwarb am 29. Mai 1902 für 40'000 Franken den Streckenabschnitt vom Universitätsspital nach La Sallaz, der von der Compagnie des chemins de fer électriques régionaux du Jorat (REJ) erbaut worden war. Damit war La Sallaz nun der Ausgangspunkt der REJ-Überlandstrassenbahn nach Moudon und Savigny, der Ligne du Jorat.
Am 25. Juni 1901 genehmigte das Gemeindeparlament ein weiteres Ausbauprogramm, das auch den Bau des neuen Betriebshof Prélaz und die Stromversorgung des gesamten Streckennetzes durch das neue städtische Elektrizitätswerk vorsah. Die TL nahm am 24. September 1903 gleich drei weitere Streckenabschnitte in Betrieb: vom SBB-Bahnhof nach Ouchy, vom Boulevard de Grancy nach Montoie und vom Bahnhof Chauderon zum Bahnhof Renens. 1906 eröffnete die TL eine Querverbindung zwischen den Bahnhöfen der SBB und der LEB sowie eine Überlandstrassenbahn vom Place du Tunnel nach Cugy (1907 nach Montheron verlängert). Schliesslich kam 1909 eine Strecke von Riponne über Bel-Air Bergières hinzu.

### Übernahme der REJ
Seit ihrer Inbetriebnahme im Jahr 1902 kooperierte die REJ eng mit der TL. Ausgangspunkt der Ligne du Jorat war die Haltestelle La Sallaz am damaligen nördlichen Stadtrand. Die REJ war stets defizitär und ging am 30. September 1910 in der städtischen Strassenbahngesellschaft auf, deren Streckennetz auf einen Schlag um 27 km auf 62 km anwuchs. Die Lausanner Endstation der Ligne du Jorat wurde zum Place du Tunnel im Stadtzentrum verlegt. Im Jahr 1912 führte die TL Liniennummern anstatt der bisher verwendeten Symbole ein; die bereits bestehenden Linien erhielten die Nummern 1 bis 9, die neu eröffnete Strecke vom Place Saint-François zum Hafen von Pully die Nummer 10. Eine weitere Reorganisation gab es im Juni 1930.
Der einzige tödliche Unfall in der Geschichte der Lausanner Strassenbahn ereignete sich am 28. Oktober 1913. Auf der sehr steilen Pontaise-Linie versagten die Bremsen des Triebwagens 67 und der Wagen prallte ungebremst gegen ein Haus, was zwei Tote und zwei Verletzte zur Folge hatte. Nach zwei kurzen Streckenverlängerungen zum Parc des Sports und nach Bois de Vaux im Jahr 1933 erreichte das Streckennetz seine grösste Ausdehnung.

### Niedergang

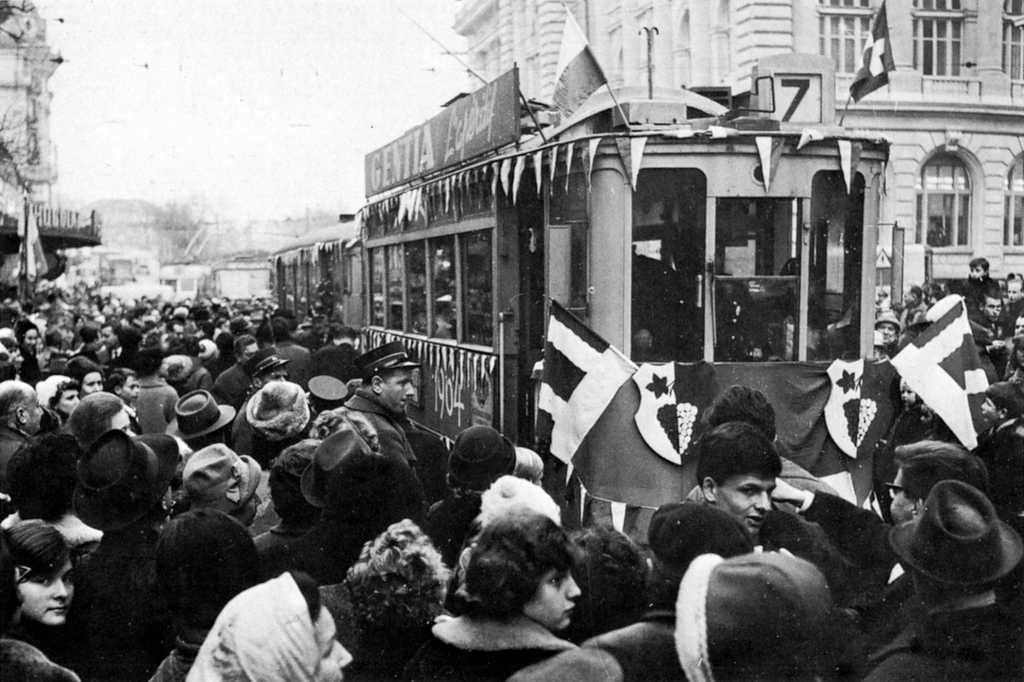
Letzte Fahrt der Strassenbahn am 6. Januar 1964

Der Niedergang des Netzes begann am 2. Oktober 1932 mit der Einführung einer Trolleybuslinie zwischen Ouchy und dem SBB-Bahnhof. Mit der ersten Linie dieser Art in der Schweiz wollte die TL zunächst herausfinden, ob Trolleybusse besser geeignet seien, die anspruchsvolle Topografie Lausannes mit ihren vielen steilen Hängen zu bewältigen. Als genügend Erfahrungswerte vorlagen, kam die Geschäftsleitung zum Schluss, dass Trolleybusse kostengünstiger, bequemer und schneller als Strassenbahnen seien. 1938 wurden zwei Linien umgestellt, 1939 drei weitere Linien. Der Zweite Weltkrieg unterbrach diese Entwicklung und auf einigen Streckenabschnitten musste der Strassenbahnbetrieb wegen Reifenmangels wiedereingeführt werden, doch unmittelbar nach Kriegsende setzte die TL den Umstellungsprozess fort. Die Überlandstrassenbahn nach Montheron verschwand 1951, die Ligne du Jorat 1963. Die letzte Strassenbahnlinie, von Renens über die Place Saint-François nach Rosiaz (die sich aus Teilen der früheren Linien 7 und 9 zusammensetzte), wurde am 6. Januar 1964 stillgelegt, um Strassenbauarbeiten für die Expo 64 zu ermöglichen.
Im Juli 1963 hatte die Société des tramways lausannois ihren Namen in Transports publics de la région lausannoise geändert, behielt aber die Abkürzung TL bei und verwendet sie bis heute. Bis Ende April 1970 nutzte die LEB noch eine kurze Verbindung vom Bahnhof Chauderon zum SBB-Güterbahnhof Sébeillon zum Überführen schmalspuriger Güterwagen. Mit der Eröffnung der heutigen Linie M1 der Métro Lausanne im Jahr 1991 erlebte der schienengebundene Nahverkehr eine Renaissance, wobei diese keine der früheren Strecken abdeckt.

### Streckennetz
Auf dem Höhepunkt im Jahr 1933 besass das Streckennetz der Lausanner Strassenbahn eine Gesamtlänge von 66,2 km. Davon waren nur 15,2 km doppelspurig ausgebaut und auf immerhin 29,2 km bestand ein unabhängiger Bahnkörper. Dessen Spurweite betrug 1000 mm, elektrifiziert war es mit 550 (später 600) Volt Gleichspannung. Demgegenüber waren die Überlandstrecken der früheren REJ mit 750 (später 950) Volt Gleichspannung elektrifiziert, ihre Triebwagen verkehrten auf dem Stadtnetz mit reduzierter Spannung. Der durchschnittliche Kurvenradius betrug 20 bis 25 m; der kleinste war nur 14 Meter bei Lutry, in einer engen 90°-Kurve. Entsprechend dem hügeligen Gelände gab es zahlreiche steile Abschnitte, das Maximum betrug 113 ‰ zwischen Riponne und Pontaise.
Seit 1930 gab es auf dem städtischen Netz ein System mit doppelten Liniennummern. Einstellige Nummern standen für vom Stadtzentrum weg führende Verbindungen, zweistellige für stadteinwärts führende.
| Linie  | Strecke                                        | Stilllegung                 |
| ------ | ---------------------------------------------- | --------------------------- |
| 1 / 11 | Gare CFF – Ouchy                               | 1933                        |
| 2 / 12 | Bois de Vaux – Bergières                       | 1939                        |
| 3 / 13 | Gare CFF – Saint-François – Chauderon – Prilly | 1938 in Linie 7 aufgegangen |
| 4 / 14 | Saint-François – Ouchy                         | 1938                        |
| 6 / 16 | Gare CFF – La Sallaz                           | 1939                        |
| 7 / 17 | Prilly – Gare CFF – Saint-François – La Rosiaz | 1961 / 1964                 |
| 8 / 18 | Saint-François – Port de Pully                 | 1938                        |
| 9 / 19 | Lutry – Saint-François – Renens                | 1961 / 1964                 |
| 20     | Place du Tunnel – Cugy – Montheron             | 1951                        |
| 21     | Place du Tunnel – Chalet à Gobet               | 1962                        |
| 22     | Place du Tunnel – Moudon                       | 1962                        |
| 23     | Place du Tunnel – Savigny                      | 1962                        |

Dieses System bestand bis 1961. Die letzte verbliebene Linie (Renens – Saint-François – La Rosiaz) bestand aus Teilen der früheren Linien 7 und 9, weshalb sie bis zur Stilllegung am 6. Januar 1964 die Bezeichnung 7/9 trug.

## Neue Strassenbahn (ab 2026)
| \| \| \| ↔ Linie M2 \| \| \| \| Lausanne-Flon \| \| \| \| → Linie M1 \| \| \| \| ← Lausanne–Echallens–Bercher \| \| \| \| Port-Franc \| \| \| \| Pont Chauderon \| \| \| \| EPSIC \| \| \| \| École des Métiers \| \| \| \| Prélaz-les-Roses \| \| \| \| Galicien \| \| \| \| Perrelet \| \| \| \| Betriebshof Perrelet \| \| \| \| Renens-Croisée \| \| \| \| Hôtel de Ville \| \| \| \| Renens Gare \| \| \| \| Pont-Bleu \| \| \| \| Vermie \| \| \| \| Autobahn A1 \| \| \| \| Sorge \| \| \| \| Arc-en-Ciel \| \| \| \| Buyère \| \| \| \| Cocagne \| \| \| \| Autobahn A1 \| \| \| \| Croix-Péage \| |  |                              |                              |
| U-Bahn-Strecke quer (im Tunnel) · U-Bahn-Bahnhof quer (im Tunnel) · U-Bahn-Strecke quer (im Tunnel) |  | ↔ Linie M2                   | ↔ Linie M2                   |
| Strecke von links (im Tunnel) · Kopfbahnhof Streckenende und quer (im Tunnel) · U-Bahn-Kopfbahnhof Streckenanfang (im Tunnel) |  | Lausanne-Flon                | Lausanne-Flon                |
| Strecke (im Tunnel) · U-Bahn-Kopfbahnhof Streckenanfang (Strecke außer Betrieb) · U-Bahn-Strecke nach links (im Tunnel) |  | → Linie M1                   | → Linie M1                   |
| Strecke nach rechts (im Tunnel) · U-Bahn-Strecke (außer Betrieb) |  | ← Lausanne–Echallens–Bercher | ← Lausanne–Echallens–Bercher |
| U-Bahn-Haltepunkt / Haltestelle (Strecke außer Betrieb) |  | Port-Franc                   | Port-Franc                   |
| |  | Pont Chauderon               |                              |
| U-Bahn-Haltepunkt / Haltestelle (Strecke außer Betrieb) |  | EPSIC                        | EPSIC                        |
| U-Bahn-Haltepunkt / Haltestelle (Strecke außer Betrieb) |  | École des Métiers            | École des Métiers            |
| U-Bahn-Haltepunkt / Haltestelle (Strecke außer Betrieb) |  | Prélaz-les-Roses             | Prélaz-les-Roses             |
| U-Bahn-Haltepunkt / Haltestelle (Strecke außer Betrieb) |  | Galicien                     | Galicien                     |
| U-Bahn-Haltepunkt / Haltestelle (Strecke außer Betrieb) |  | Perrelet                     | Perrelet                     |
| U-Bahn-Abzweig geradeaus, nach links und von links (Strecke außer Betrieb) · U-Bahn-Betriebs-/Güterbahnhof Streckenende und quer (Strecke außer Betrieb) |  | Betriebshof Perrelet         | Betriebshof Perrelet         |
| U-Bahn-Haltepunkt / Haltestelle (Strecke außer Betrieb) |  | Renens-Croisée               | Renens-Croisée               |
| U-Bahn-Haltepunkt / Haltestelle (Strecke außer Betrieb) |  | Hôtel de Ville               | Hôtel de Ville               |
| U-Bahn-Bahnhof (Strecke außer Betrieb) |  | Renens Gare                  | Renens Gare                  |
| U-Bahn-Haltepunkt / Haltestelle (Strecke außer Betrieb) |  | Pont-Bleu                    | Pont-Bleu                    |
| U-Bahn-Haltepunkt / Haltestelle (Strecke außer Betrieb) |  | Vermie                       | Vermie                       |
| |  | Autobahn A1                  |                              |
| U-Bahn-Brücke über Wasserlauf (Strecke außer Betrieb) |  | Sorge                        | Sorge                        |
| U-Bahn-Haltepunkt / Haltestelle (Strecke außer Betrieb) |  | Arc-en-Ciel                  | Arc-en-Ciel                  |
| U-Bahn-Haltepunkt / Haltestelle (Strecke außer Betrieb) |  | Buyère                       | Buyère                       |
| U-Bahn-Haltepunkt / Haltestelle (Strecke außer Betrieb) |  | Cocagne                      | Cocagne                      |
| |  | Autobahn A1                  |                              |
| U-Bahn-Kopfbahnhof Streckenende (Strecke außer Betrieb) |  | Croix-Péage                  | Croix-Péage                  |

### Projekt
2005 liess der Staatsrat des Kantons Waadt einen Massnahmenplan zur Umsetzung der Luftreinhalteverordnung in der Agglomeration Lausanne–Morges ausarbeiten und genehmigte diesen am 11. Januar 2006. Gefordert wurde unter anderem ein Ausbau der Hauptachsen des öffentlichen Personennahverkehrs, da die bestehenden Buslinien den zu erwartenden Nachfragezuwachs nicht würden absorbieren können. Für die Achse vom Stadtzentrum Lausannes in Richtung Renens empfahl der Massnahmenplan den Bau einer modernen Strassenbahn. Nachdem 2008 die endgültige Entscheidung für eine Strassenbahn gefallen war, erhielt die TL am 26. September 2011 vom Bundesrat eine entsprechende Konzession. Sie trat am 1. Januar 2012 in Kraft und ist 50 Jahre lang gültig. Das ursprüngliche Projekt sah eine Verbindung zwischen dem Bahnhof Lausanne-Flon und dem Bahnhof Renens vor. Am 17. Januar 2012 unterstützte das Kantonsparlament mit 109 zu 7 Stimmen einen Antrag, der eine Verlängerung über Renens hinaus nach Villars-Sainte-Croix forderte.
Das öffentliche Genehmigungsverfahren führte zu verschiedenen Optimierungen. So verzichtete man auf eine unterirdische Endstation in Flon und ersetzte sie durch eine oberirdische auf der Place de l’Europe, was Einsparungen von 83 Millionen Franken ergab. Im März 2016 erteilte das Bundesamt für Verkehr (BAV) die Baubewilligung. Dazu gehörten auch Strassenbaumassnahmen, mit denen die Sperrung der Rue de Genève und der Grand-Pont für den Autoverkehr kompensiert werden sollten. Unter anderem sollte ein kleiner Wald bei Flon gerodet werden, um Platz für die Strassenrampe Vigie-Gonin zu schaffen. Die Grüne Partei bezeichnete dies als «ökologische Verirrung». Im Mai 2016 gab das Gemeindeparlament 20 Millionen Franken frei, gefolgt vom Kantonsparlament, das im Juni die kantonalen Investitionen von 453 Millionen bestätigte. Politiker der Grünen Partei erwirkten eine superprovisorische Verfügung gegen die umstrittene Strassenrampe, weshalb das Projekt ab September 2016 juristisch blockiert war.
Das Bundesverwaltungsgericht erkannte im Februar 2018 die Gültigkeit des Strassenbahnprojekts an, trat aber auf die Beschwerden ein und wies die Rampe zurück. Kantonsbehörden und Vertreter von TL kündigten ein Berufung gegen das Urteil an. Im März 2018 lehnte das Kantonsparlament eine Petition ab, die verlangt hatte, das Flon-Wäldchen unter Schutz zu stellen. Das Bundesverwaltungsgericht erteilte der TL im Mai 2018 die Erlaubnis, mit den Bauarbeiten in Renens beginnen zu dürfen und entzog dadurch den Beschwerden teilweise die aufschiebende Wirkung.
Als höchste Instanz hob das Bundesgericht im Februar 2019 die Entscheidung des Bundesverwaltungsgerichts auf, das die Zuständigkeit des BAV für das gesamte Projekt einschliesslich der Strassenrampe anerkannt hatte. Als Folge davon war das BAV fortan nur noch für die Strasseninfrastruktur als solche zuständig. Die Zeitung 24 heures berichtete im Oktober 2019, dass der Kanton endgültig auf die Rampe Vigie-Gonin verzichtet und stattdessen die Grand-Pont für den Automobilverkehr geöffnet bleibt. Nachdem das Bundesverwaltungsgericht die letzten Einsprachen zurückgewiesen hatte, begannen am 7. Juli 2020 die Bauarbeiten.

### Strecke
Die erste Etappe der normalspurigen modernen Strassenbahn soll 2026 eröffnet werden. Der Streckenabschnitt wird 4,6 km lang sein und zehn Haltestellen in den Gemeinden Lausanne und Renens umfassen. Östlicher Ausgangspunkt wird die Place de l’Europe über dem Bahnhof Lausanne-Flon sein. Hier werden Umsteigemöglichkeiten zu den Linien M1 und Linie M2 und zur Lausanne–Echallens–Bercher-Bahn (LEB) bestehen. Die Strecke wird ungefähr in nordwestlicher Richtung verlaufen und dabei der Rue de Genève, der Avenue de Morges, der Route de Renens sowie der Rue de Lausanne folgen. Vorläufige Endstation wird der Platz vor dem Bahnhof Renens sein, wo weitere Umsteigemöglichkeiten zu den Zügen der RER Vaud und zur M1 bestehen werden.
Im Jahr 2022 sollen die Bauarbeiten an der zweiten Etappe beginnen. Sie wird 3,1 km lang sein und sechs weitere Haltestellen in den Gemeinden Crissier, Bussigny und Villars-Sainte-Croix umfassen. Die Strecke wird zunächst der Rue du Terminus, der Route de Bussigny und dem Boulevard de l’Arc-en-Ciel folgen, wobei die Autobahn A1 unterquert wird. Bei der Haltestelle Arc-en-Ciel in Bussigny wird sich die Strecke nach Norden wenden. Nach der Überquerung der Autobahn wird sie an der Haltestelle Croix-du-Péage an der Gemeindegrenze von Villars-Sainte-Croix enden.

### Betrieb
Nach der Fertigstellung wird alle sechs Minuten eine Strassenbahn verkehren. Dies ermöglicht eine Beförderungskapazität von zunächst 2750 Personen je Richtung und Stunde, langfristig soll sie auf 4000 Personen erhöht werden. Zum Einsatz kommen werden 10 Fahrzeuge vom Typ Tramlink von Stadler. Der Betriebshof wird auf dem Grundstück westlich des derzeitigen Busdepots und der TL-Zentrale in Perrelet errichtet, auf dem Gemeindegebiet von Renens. Auf diesem im Jahr 2015 vom Kanton Waadt erworbenen Gelände stand zuvor ein Lagerhaus der Brauerei Heineken.